# Nikaea arisana
Nikaea arisana är en fjärilsart som beskrevs av Matsumura 1911. Nikaea arisana ingår i släktet Nikaea och familjen björnspinnare. Inga underarter finns listade i Catalogue of Life.